# Oorkonden van Tibetaanse gezagsdragers
Oorkonden van Tibetaanse gezagsdragers waren juridische getuigenissen die in opdracht van een wereldlijke of geestelijke Tibetaanse gezagsdrager werden opgesteld. Onder anderen koningen van bepaalde rijken in Tibet, zoals Guge, Ladakh, Sikkim en Mustang, en geestelijken, zoals de dalai lama, pänchen lama en karmapa, lieten zulke documenten vervaardigen.
In de oorkonden werden de inwilliging en bevestiging van bepaalde privileges, zoals belastingvrijstelling, begrazingsrecht en landbezit geregeld. Deze privileges golden voor individuen, families, kloosterorganisaties en regionale sociale groepen, zoals de Tibetaanse adel, inwoners van bepaalde plaatsen en bepaalde veetelers.
De oorkonden maakten deel uit van het Tibetaans historisch recht, naast oorkonden tussen private personen (gan rgya, khra ma), gerechtelijke schikkingen (dpyad mtshams), Tibetaanse wetten (khrims yig) en de gedragsvoorschriften in Tibetaanse kloosterorganisaties (bca' yig).
Het wetenschappelijk onderzoek naar de oorkonden maakt deel uit van de oorkondeleer.

## Algemene betekenis

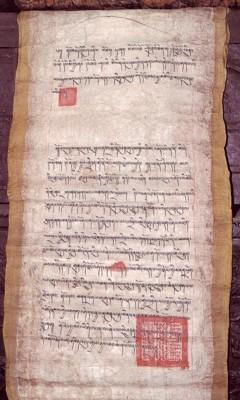
Oorkonde van de vijfde dalai lama uit 1676

Tibetaanse oorkonden over vrijstelling van belastingen en afdrachten, voor overdracht van landerijen, regelingen van bezit- en dienstverhoudingen en voor de overdracht van schenkingen door de heerser zelf of zijn centrale en lokale bestuur waren in het sociale leven van de Tibetaan van essentieel belang. Geen feodaal edele of klooster was zeker van zijn landerijen of privileges, zonder dat hij het rechtmatige bezit bewees door middel van deze oorkonden.
Naast hun betekenis voor de sociale en rechtsgeschiedenis van Tibet bezitten oorkonden een bijzondere waarde als historisch bronmateriaal. De oorkonden bevatten vaak een uitvoerige narratio; dat is een formulering ofwel een oorkondedeel die de historische omstandigheid van de totstandkoming van de vergunning voor bepaalde voorrechten uiteenzet.

## Verbreidingsgebied

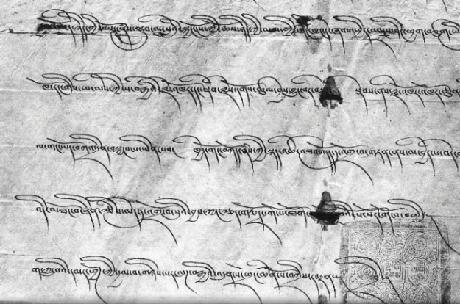
Oorkonde van koning Nyima Namgyal van Ladakh uit 1697

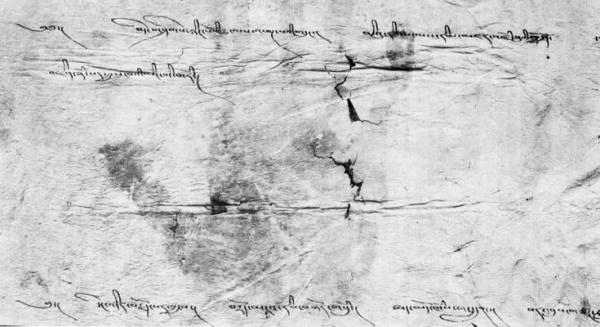
Deel van een oorkonde uit Sikkim uit 1796 met handafdruk van de heerser als waarmerk

In de tijd van de grote Tibetaanse rijk (Yarlung-dynastie; 7e-9e eeuw) en de tijd toen Tibet toebehoorde aan de heerschappij van de Yuan-dynastie (13e-14e eeuw) werd het bestuurd door een centrale regering die ook eigen oorkonden uitgaf.
In de overige periodes van zijn geschiedenis viel de Tibetaanse regio onder meerdere heerschappijen, waarvan de heersers voor het scheppen van een eigen rechtsorde met eigen kanselarijen die oorkonden uitvaardigden. Naast de tijd van de vijfde dalai lama waren het vooral de koninkrijken van Ladakh, Sikkim, Mustang en Guge die oorkonden uitvaardigden. Zelfs binnen het door Lhasa gedomineerde gebied was het gebied van de sakyaorde voldoende voorzien in autonomie, dat zijn heerser nog tot in de Nieuwe Tijd oorkonden liet uitvaardigen.
De oorkonden van al deze gebieden vertonen wat betreft hun opbouw en formulering grote overeenkomsten, waardoor men kan spreken van uniforme oorkonden in de gehele Tibetaanse regio.

## Soorten
Onderscheid tussen de oorkonden in de kanselarijen van de Centraal-Tibetaanse regering (yig tshang) kwamen vooral tot uitdrukking in verschillende rechtsbetekenis.
Oorkonden waarmee de heerser in beginsel nieuwe rechtsverhoudingen creëerde, werden aangeduid als she bam. De inhoud van dergelijke oorkonden bestaat uit de toekenning van bijzondere privileges voor buitengewone verdienste. Een she bam-oorkonde kon niet door een verzoek bij de heerser verkregen worden. Ze kwam voort uit de regel van de vrije wil van de heerser, om bepaalde ambtsdragers voor hun bijzondere verdienste te belonen. Deze oorkonden werden in de regel op zijde geschreven en werden zeer zorgvuldig vervaardigd.
Gebruikelijke oorkonden werden aangeduid als bka' shog (bevelschrift) of gtan tshig (bestendige uiting). Aan deze oorkonden ging in de regel een verzoekschrift vooraf. Vaak werden ze bij de wisseling van een ambt van de heerser ter bevestiging van de bestaande rechtsverhoudingen (rgyab gnon bka' shog) verzocht en uitgevaardigd.
De regelmatige benodigde bevestigingen van bestaande rechtsverhoudingen konden door een nieuwe heerser ook door middel van eenvoudige waarmerken met een Tibetaans zegel op de overgelegde oorkonde aangebracht worden. Ze werden onder de tekst of op de rand van de ingediende oorkonde genoteerd. Ook deze, vaak zeer korte aantekeningen werden aangeduid met bka' shog.
Het plichtmatige indienen van oorkonden ter bevestiging van privileges door de nieuwe heerser bracht ook een zeker risico met zich mee. Enerzijds konden de ingediende oorkonden worden achtergehouden, wat neerkwam op het ontnemen van de privileges. Anderzijds konden met de toekenning toegestane voorrechten ook inperkingen van de verleende privileges uitgesproken worden.
Een bijzonder type oorkonden vormden de zogenoemde 'go mchan-oorkonden, dat opmerkingen bij aanvang betekent. Hier werd de juridische beschikking van de heerser direct over een ingediend verzoekschrift aangetekend dat betrekking had op rechtsgeschillen. De beschikking van de heerser kwam in de regel met de zin: "Wanneer de onderstaande uiteenzetting werkelijk waar is." De juridische betekenis van een dergelijke oorkonde was gering en kon met slechts een tegenverzoekschrift ontkracht worden.

## Structuur
Tibetaanse oorkonden werden vervaardigd naar tekstueel vastgelegde formuleringsrichtlijnen die in de loop van de geschiedenis van Tibet aanzienlijke veranderingen ondergingen. In de kanselarij Yig tshang van de dalai lama werd een formuleringsboek gebruikt, dat bka' gtags 'phrin yig werd genoemd. In de regel richtten de kanselarijbeambten zich echter naar de tekst van voorhanden zijnde eerdere oorkonden. De formuleringsboeken werden er in de praktijk als naslagwerk slechts zelden bij genomen.
Bij de oorkonden zijn de volgende structurele elementen, ook intrinsieke kenmerken genoemd, te onderscheiden:
1. Oproep van bovenaardse machten (invocatio)
2. Legitimatieformuleringen (legitimatie)
3. Noemen van de naam of de titel van de vervaardiger (intitulatio)
4. Noemen van de groep mensen die van de uitvaardiging kennis moet nemen (promulgatio)
5. Noemen van de groep of persoon (destinair) die privileges verstrekt wordt (inscriptio)
6. Uitbeelding van de omstandigheden en verdienste van de destinair die tot de privileges leidden (narratio)
7. Uiteenzetting van de privileges die de destinair verstrekt werden (dispositio).
8. Strafdreiging voor het geval de in de promulgatio genoemde personen de aanwijzing van de heerser niet volgen (sanctie)
9. Noemen van de personen op naar aanleiding van wiens voordracht de oorkonde uitgevaardigd werd (petitio)
10. Noemen van de plaats en het tijdstip van de vervaardiging met een waarmerk van de vervaardiger (afsluitprotocol).

### Invocatio
De oproep van bovenaardse machten (invocatio) is alleen terug te vinden in de oorkonden van de Mongoolse keizer van de Yuan-dynastie, de prinsen van het keizerlijk huis en de keizersweduwe. Twee voorbeelden hiervan zijn:
Uit de macht van de eeuwige hemel, ondersteund door de glorie van een grote verdienstelijkheid.— Oorkonde van Koeblai Khan uit 1264
Gesteund op de zegen van de drie kostbaarheden.— Beroepsschrift-oorkonde van de keizerweduwe Budashiri aan de derde karmapa

### Legitimatieformuleringen

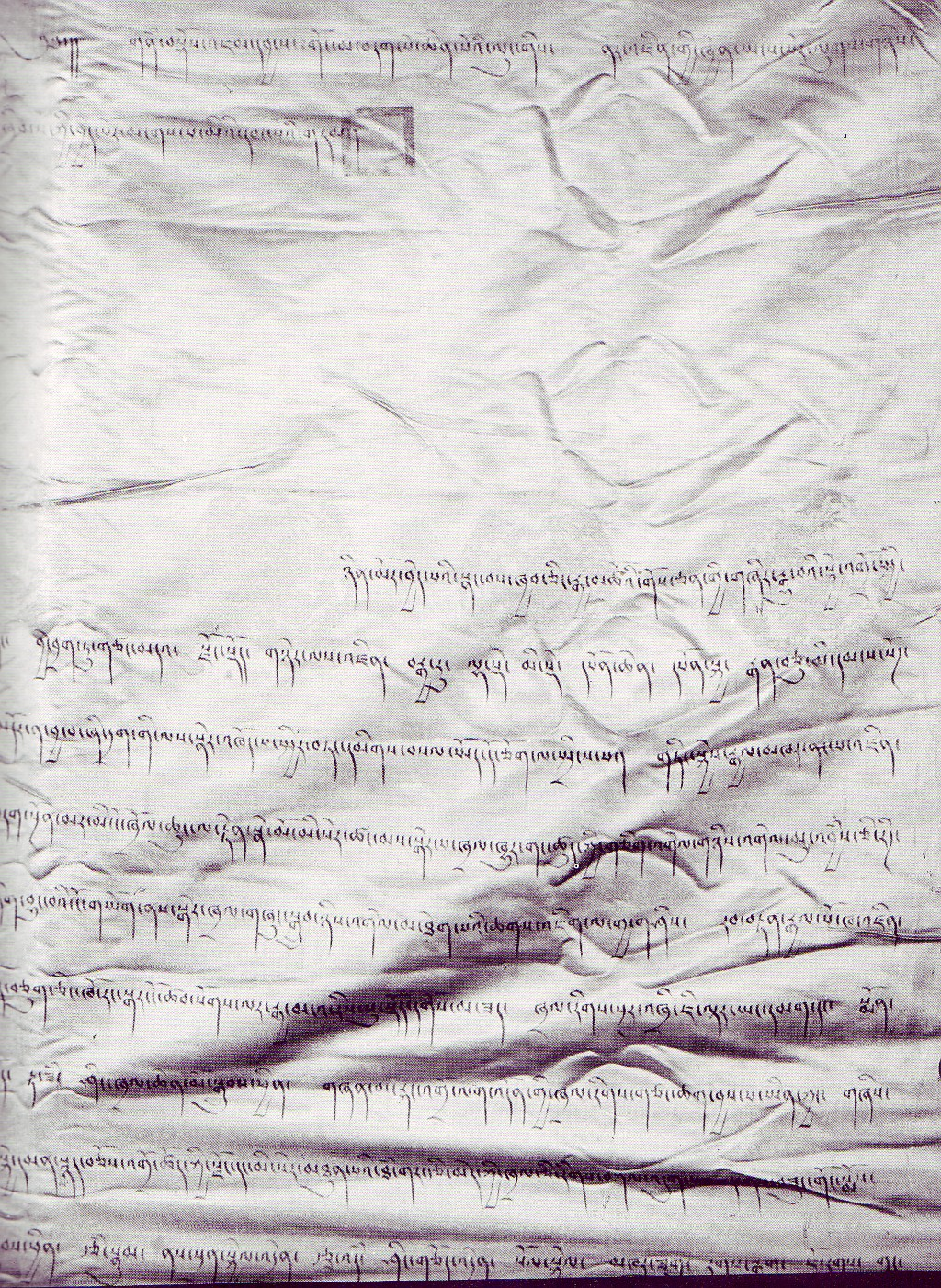
Oorkonde van Pholhanas uit 1744

De legitimatieformuleringen worden aangetroffen in oorkonden uit de tijd van de Yuan-dynastie en drukken algemene autorisatie van de vervaardiger uit voor de afgifte door de keizer. Deze formulering heeft altijd het zinsdeel: op bevel van de keizer. Vergelijkbare formuleringen worden aangetroffen bij oorkonden van de Mongoolse koningen die onder de vijfde dalai de regeringszaken van Tibet leidden en in diverse oorkonden van Tibetaanse heersers die in de 18e en 19e eeuw uitgevaardigd werden. In zulke oorkonden is de legitimatieformulering telkens de intitulatio. Voorbeelden hiervan zijn:
Oordelend hij, die op bevel van de dalai lama Da-la'i rgyal-po genoemd wordt.— Oorkonde van Da-la'i rgyal-po uit 1698
Oordelend Mi yi dbang po, die op bevel van de door de hemel genoemde Mañjughosha, de verheven grote heerser, de opdracht kreeg tot rechtshandhaving naar beide wijzen van gedragsvoorschriften.— Oorkonde van Pholhanas uit 1744

### Intitulatio
Het noemen van de naam of de titel van de vervaardiger (intitulatio) komt bijna bij alle oorkonden voor. Twee voorbeelden van deze formulering zijn:
Oordelend hij, die in een even aanzienlijk geslacht als de Salboom werd geboren, die bij de bescherming en de verbreiding van de leer van Boeddha niet het voorbeeld van anderen volgt, die met de titel van een tweede Boeddha overal beroemd is, Ngawang Lobsang Gyatso.— Oorkonde van de vijfde dalai lama uit 1648
Opdracht van hem wie uit de hemelse sfeer de macht verleend werd in dit uitgebreide, grote gebied te heersen over de mensen, van Tshewang Namgyel.— Oorkonde van koning Tsewang Namgyal II van Ladakh uit 1760

### Promulgatio
Bij het noemen van de groep mensen die van de uitvaardiging kennis moet nemen (promulgatio) en gevolg moeten geven aan de in de oorkonde beschikte verordeningen, richtten Tibetaanse heersers zich vaak aan alle levende wezens in de wereld. Twee voorbeelden van de promulgatio zijn:
Algemeen gezonden aan de levende wezens van de wereld en in het bijzonder aan de in het gebied van mCho khri-shor rgyal-mo en in Boven- en Beneden-sMar-khams etc. levende monnikengemeenschappen, koningen en leden van de koningsgeslachten, grote en kleine superieuren, … aan de districtgevolmachtigden, bestuurders en leiders etc., kortom aan alle hooggeplaatsten en gewone levende wezens van China, Tibet en Mongolië.— Oorkonde van de zesde dalai lama uit 1696
Algemeen gezonden aan de levende wezens die in het eigen machtsgebied van deze regio leven, monniken of leken, hoogstaand, gewoon of gemiddeld, en in het bijzonder aan de burchtvoogden (mkhar-dpon), blon-po, bestuurders (gnyer-pa), grong-dpon, stalmeesters (chibs-dpon), rdo-kha-chi, zhal-skyin, de dorpoudsten en het volk van Ting-sgang en Mang-rgu samen met de naar boven en onderen reizende regeringsvertegenwoordigers.— Oorkonde van koning Tshewang Namgyel II van Ladakh uit 1760

### Inscriptio
Het noemen van de groep of persoon (destinair) die privileges verstrekt wordt (inscriptio) werd vaak uitgevoerd met aan het begin de narratio. Twee voorbeelden hiervan zijn:
Voor de kloosters en monniken die bezeten worden door de incarnaties van Nagwang Tenpa Gyaltshen en Rinchen Chungne, de abten van de (kloosters) Badha Gön in Denma, die het hoofdsieraad van de geelmutsen dragen.— Oorkonde van de zesde dalai lama uit 1696
Bestegen van de 'gang-ba Phun-chogs van de berguitloper.— Oorkonde van Tshewang Namgyel II van Ladakh uit 1760

### Narratio
De narratio is de uitbeelding van de omstandigheden en verdienste van de destinair die tot de privileges leidden. Het volgende voorbeeld toont vooral de historische waarde van veel Tibetaanse oorkonden:
In het vrouwelijke aarde-haas-jaar (1759) werd Ru-sen khan, de Jo van Shi-dkar, door Ma-ma Za-phar mkhan, de Jo van sKar-rdo, gevangengenomen en in de gevangenis geworpen. Mir-bhig, de Jo van Kye-ris, rebelleerde tegen Kha-bu-lo en ging naar sKar-rdo. Met de kwaadaardige handeling van een aantal leden van sBal-ti werden in Kye-ris en Ku-ros etc. vestingen gebouwd en werd de opstand begonnen. Aangezien de jo Ma-ma A-li khan in het nauw werd gedreven, verzocht hij om troepenhulp om zich te beschermen. Dit was vanaf dit moment de eerste oorlogshandeling. Toen we onder de aanvoerders no-no dBang-rgyal en no-no Ngag-dbang samen met de troepen uit Opper- en Beneden-Ladakh en een leger uit Purig aanvielen, werd jo Ru-sen mkhan uit de gevangenis bevrijd en kwam weer aan het hoofd van de vesting van Ši-dkar te staan. Mir-bhig kwam weer zoals voorheen onder Kha-bu-lo te staan. Toen men de vestingen van Kye-ris en Ku-ros etc. zonder moeilijkheden innam, besteeg de 'gang-ba Phun-chogs de berguitloper en toen de vesting van Kye-ris belegerd werd, drong hij de vesting binnen met kruisbogen en meer dan vijftien man en bewees zo zijn diensten.— Oorkonde van koning Tshewang Namgyel II van Ladakh uit 1760

### Dispositio
De uiteenzetting van de privileges die de ontvanger verstrekt werden (dispositio) is vanzelfsprekend het belangrijkste deel van de oorkonde. Twee voorbeelden hiervan zijn:
Op basis van deze vaardigheden krijgt hij toestemming om hout te hakken en huizen te bouwen in Chu-li gcig-po. Als de hierboven genoemde leiders moeten jullie hem allemaal met rust laten, zonder geschillen ontstaan door aanvechting, lastigvallen en zelfverrijking.— Oorkonde van koning Tshewang Namgyel II van Ladakh uit 1760
In de omgeving van de heilige berg ... is het jagen van wilde dieren, het vijandelijk bejegenen en beroven van monniken, het verhinderen van het inzamelen van aalmoezen enz., dus dat wat de meditatie in de weg staat, verboden. Laat hen als algemeen object van verering vredig voortbestaan!— Oorkonde van de vijfde dalai lama uit 1648

### Sanctie
Dreiging met straf voor het geval de in de promulgatio genoemde personen de aanwijzingen van de heerser niet volgen (sanctie) komt in de Tibetaanse oorkonden zeer veel voor. Er werd gedreigd met straf door de heerser zelf of door de transcendente beschermgoden van het Tibetaans boeddhisme. Voorbeelden zijn:
Zoals ik degenen die overeenkomstig deze voorschriften handelen een voor dit en het volgende leven heilzame bescherming toekomen laat, is het anderszins zonder twijfel zo, dat degenen die in strijd met de voorschriften handelen met een harde bestraffing door de oceaan aan bij eed verplichte beschermgoden van de religieuze wet gepijnigd zullen worden.— Beschermoorkonde van de zesde pänchen lama uit 1767
Wanneer het zich voordoet dat iemand in strijd hiermee handelt, zal ik een onverbiddelijke controle uitvoeren. Derhalve neme een ieder hiervan kennis!— Oorkonde van koning Indrabodhi van Guge uit 1653

### Petito
Het noemen van de personen op wier voordracht de oorkonde uitgevaardigd werd (petitio), komt alleen voor in oorkonden uit Ladakh. Een voorbeeld hiervan is:
De voordragers (van het verzoekschrift) waren no-no dBang-rgyal en no-no Ngag-dbang.— Oorkonde van koning Tshewang Namgyel II van Ladakh uit 1760

### Afsluitprotocol

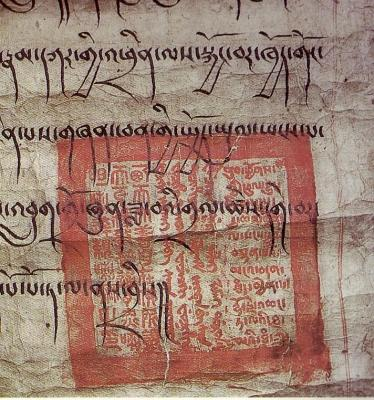
Afdruk van een van de zegels van de vijfde dalai lama op de oorkonde uit 1676

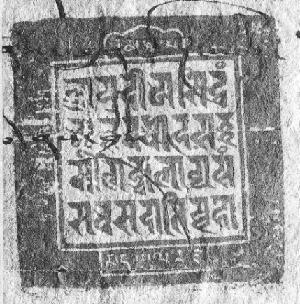
Afdruk van de zegels van koning Tshewang Namgyel II van Ladakh op de oorkonde uit 1760

Als afsluitprotocol werd algemeen afgesloten met het noemen van de plaats en het tijdstip volgens de Tibetaanse kalender. De oorkonde werd altijd bezegeld met een afdruk van de vervaardiger (eschatocol). Als waarmerk werden algemene afdrukken met een Tibetaans zegel aangebracht. In zeldzame gevallen zijn ook handafdrukken van de vervaardiger aangetroffen. Twee voorbeelden hiervan zijn:
Deze op te volgen brief op de heilzame kalenderdag van de gro-zhun-maand in A-na-la genaamde vuur-draak (jaar) uit het Potala, het paleis, waarin zich de deur naar de vier verwekkingsheden eensklaps opent, geschreven.— Oorkonde van de vijfde dalai lama uit 1676
Dezes werd op de 19e kalendermaand van de tweede maand in de ijzer-draak uit het grote paleis Slel-mkhar rtse geschreven.— Oorkonde van koning Tshewang Namgyel II van Ladakh uit 1760